# Подорож «Блакитної стріли»
«Подорож „Блакитної стріли“» (італ. Il viaggio della Freccia Azzurra) — казка Джанні Родарі, написана в 1954 році і видана флорентійським видавництвом CDS.
Через 10 років, у 1964 році, Родарі випустив нову редакцію під скороченою назвою «La Freccia Azzurra» (Блакитна стріла), де у складі іграшок присутні астронавти з міжпланетною ракетою.
Казкова повість перекладалася багатьма мовами, у тому числі українською (переклад Ілька Корунця — під назвою «Подорож Голубої стріли», а також Юлії Григоренко).

## Сюжет
У день Хрещення (6 січня, традиційний в Італії день подарунків дітям, у радянському перекладі — перший день Нового року) іграшки, виставлені на вітрину магазину феї Бефани, бачать хлопчика Франческо Монті, який задивився на іграшковий потяг «Блакитна стріла». Сім'я Франческо дуже бідна, і його мама заборгувала Феї за дзигу, придбану два роки тому, і за коня, придбаного рік тому — тому на це свято хлопчик не міг очікувати на подарунки.
Наступного року, перейнявшись співчуттям до дитини, напередодні наступного свята, іграшки втікають з магазину, щоб подарувати Франческо самих себе. Вони встигають залишити магазин у той момент, коли Фея прибуває, щоб забрати їх і поїхати роздавати подарунки. Фея та її служниця Тереза, неправильно витлумачивши ситуацію, думають, що магазин був пограбований, і вирушають у погоню за «викрадачами». Вони наздоганяють втікачів, але в результаті Тереза потрапляє у заручниці до іграшок. В обмін на звільнення вона вручає іграшкам список дітей, позбавлених подарунків за борги, після чого іграшки вирішують розподілитися між усіма обділеними дітьми.
Тим часом Франческо потрапляє до рук грабіжників, які бажають справді пограбувати магазин Феї. Вони силоміць змушують Франческо проникнути в закритий магазин, але замість відмикання грабіжникам двері Франческо піднімає на сполох. Поліцейські підозрюють Франческо, посилаючись на те, що магазин іграшковий, у бажанні вкрасти якусь іграшку як подарунок для себе. Нічний сторож, випадково опинившись свідком, коли Франческо прихопили разом із грабіжниками, розповідає про те, що трапилося Феї, і вона рятує Франческо і вирішує взяти його в свій магазин прикажчиком. Ганчірний песик Кнопка, який був серед іграшок, що втекли, але залишив їх і якимось неймовірним чином перетворився на живого пса, знаходить Франческо і стає його вірним другом.
Тим часом іграшковий потяг продовжує свій шлях, доки не потрапляє до будинку колійного обхідника на залізниці. Через снігопад, що посилився напередодні Хрещення, в горах на залізниці стався обвал. Син обхідника, Роберто, з сигнальним ліхтарем біжить назустріч швидкому поїзду і рятує його від краху, знепритомнівши.
Бригада «Блакитної стріли» вирішує залишитись у цій родині. Прокинувшись у своєму ліжку і після відправлення швидкого в подальший шлях залишившись знову один зі своїм батьком, хлопчик знаходить іграшку і дякує батькові, проте батько каже йому, що іграшковий потяг — дуже дорога іграшка, і вони не можуть дозволити собі. Він припускає, що якийсь заможний синьйор, який їхав швидким, купив іграшковий потяг своїм дітям і залишив його в подарунок Роберто, тому що його діти вже отримали подарунок від хлопчика, який своїм героїчним подвигом врятував життя батька.

## Персонажі
- Франческо — хлопчик із бідної родини. Мріє, щоб йому подарували електричний потяг «Блакитна стріла», і регулярно відвідує магазин іграшок, з сумом дивлячись на потяг.
- Машиніст, Начальник Поїзда та Начальник Станції — іграшкові залізничники поїзда «Блакитна стріла».
- Кнопка — іграшкове цуценя. Був ініціатором втечі з магазину, і в результаті виявився єдиною іграшкою, яка залишилася вірною Франческо. Завдяки різдвяному диву перетворюється на справжнє цуценя.
- Фея (в оригіналі — Бефана) — власниця магазину іграшок. Літня жінка, яка вміє літати на мітлі, але, за словами служниці, не справжня Фея. Бере багато грошей за подарунки, тому що отримує іграшки не оптом прямо від виробників, а сама купує їх за роздрібними цінами для перепродажу. Зовні здається сварливою, але це лише «робоча маска».
- Тереза — служниця Феї, скромна добра жінка. Дає іграшкам список дітей, яким цього року подарунок не належить.
- Жовтий Ведмедик — заводний іграшковий танцюрист, першим відокремлюється від решти іграшок, залишившись у бездомного хлопчика, який проживає в підвалі.
- Мотоцикліст-Акробат — вказує «Блакитній стрілі» дорогу після того, як Кнопка твердо вирішує шукати Франческо і залишає процесію іграшок.
- Головний інженер — іграшковий головний інженер «Конструктора», споруджує міст над глибокою калюжею.
- Напівбородий Капітан — іграшковий морський вовк, бракована іграшка (частина бороди так і не була наклеєна). Добродушний, хоч і намагається приховати це за постійним бурчанням.
- Сидячий Пілот — пілот іграшкового літачка.
- Три Маріонетки — іграшковий театр.
- Срібне Перо — іграшковий індіанський вождь, свого роду ватажок іграшок.
- Полковник — іграшковий командир полку олов'яних стрільців із військовим оркестром.
- Генерал — іграшковий командир артилерійської батареї, вічно сердитий вояк. Страждає на параною, через що в кожному зустрічному бачить потенційного ворога. Гине, замерзнувши під снігом, не в змозі витримати втрати «бойових гармат».
- Лялька Роза (або Рожева Лялька — ім'я двозначне) залишається разом із замерзлою бідною дівчинкою, а потім начальник карабінерів віддає її підлеглому, у якого була донька. У пізніших італійських виданнях замість дівчинки згадується стара жебрачка.

## Екранізація
- У 1985 році творчим об'єднанням «Екран» (СРСР) було випущено ляльковий мультфільм «Блакитна стріла». Літературна основа була пом'якшена — так, у мультфільмі повністю відсутня тема смерті.
- 1996 року в Італії було створено мальований фільм «Блакитна стріла» за мотивами цієї казки. Відповідно до італійської традиції, фея названа Бефаною, помічницею Санти, яка доставляє на Різдво іграшки дітям. Таким чином, Фея у книзі сильно відрізняється від героїні мультфільму. За межами Італії мультфільм також був відомий під назвою «Як іграшки врятували різдво». В мультфільмі також відсутні епізоди, пов'язані з трагічними темами.